# كأس ألبانيا 1974–75
كأس ألبانيا 1974–75 (بالألبانية: Kupa e Republikës 1974-75‏) هو موسم من كأس ألبانيا. أشرف على تنظيمه اتحاد ألبانيا لكرة القدم، وفاز فيه KF Elbasani ‏.